# Giuseppe Errante

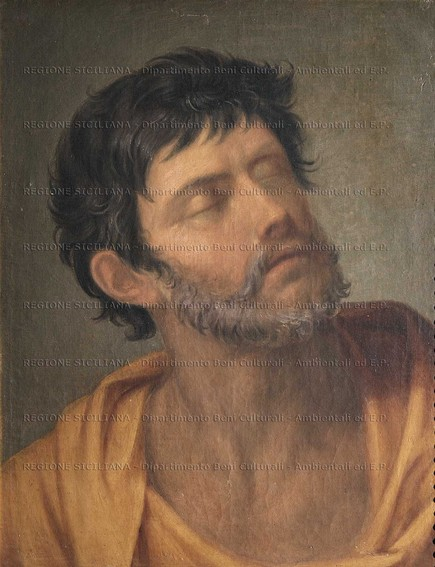
Portrait de Timoleonte Cieco par Giuseppe Errante

Giuseppe Errante, né le 19 mars 1760 à Trapani et mort le 16 février 1821 à Rome, est un peintre italien.

## Biographie
Élève à Palerme de Gioacchino Martorana, puis à Rome de Antonio Canova, il travaille dès 1791 pour le Palais de Caserte à Naples où il rencontre Jacob Philipp Hackert. 
A cause d'intrigues politiques, il doit quitter Naples et s'installe alors à Milan (1795) puis revient en 1810 à Rome où il finit sa vie.
Imitateur de Raphaël, du Titien, des Carracci, du Dominiquin et surtout du Corrège, il enseigna une nouvelle manière de restaurer les tableaux. 
Il est l'auteur d'un Essai sur les couleurs.

## Œuvres
- Psyché
- Arthémise pleurant sur les cendres de Mausole
- La Mort d'Ugolin
- Le Concours de beauté
- Endymion
- La Mort d'Antigone